# دكيناء سمراء البطن
دُكَينَاء سمراء البطن نوعٌ من جنس دكيناء.